# Anscari de Bremen
Òscar, Anscari o Ansgari (Amiens, Picardia, 8 de setembre de 801 - Bremen, 3 de febrer de 865) va ser un monjo francès, bisbe d'Hamburg i Bremen i evangelitzador de Dinamarca i Suècia. És venerat com a sant en diverses confessions cristianes.

## Biografia
Nascut a Amiens, va quedar orfe de petit i va entrar a l'abadia de Corbie, on fou educat. Segons la tradició transmesa a la Vita Ansgarii medieval, una visió que va tenir de la seva mare al cel va fer que canviés la seva actitud, fins llavors negativa, envers la vida religiosa i l'espiritualitat. A Corbie, va fer-se monjo. En aquells moments, es donava per acabada la cristianització de Saxònia, i els esforços d'evangelització es van dirigir cap a les terres del nord. En 826 va ser el primer a anar, amb altres monjos, a Jutlàndia (Dinamarca) per evangelitzar la població, i van batejar el rei Harald Klak dels juts. Va tornar-ne dos anys després, possiblement perquè el rei va ser deposat. El 822, va ser enviat com a abat a la nova fundació de Corvey a Westfàlia, monestir dependent de Corbie.
El 829, cridat pel rei Björn dels suecs, va anar a Björkö, vora el llac Mälaren, per predicar entre aquest poble, romanent-hi durant sis mesos acompanyat del frare Witmar. Hi organitzà una comunitat i tornà a Worms, a la cort imperial, en 831.
Va ser elegit arquebisbe d'Hamburg el 831 i va rebre el pal·li a Roma, directament del papa Gregori IV, de qui fou llegat apostòlic per a Suècia i Dinamarca. Era un nou arquebisbat que comprenia les diòcesis de Bremen i Verden, amb el dret a enviar missions a les terres septentrionals i a nomenar-ne bisbes. Es va acordar amb l'arquebisbe Ebó de Reims que aquest continués tenint el dret de nomenar els bisbes a Suècia. Òscar va dedicar-se al territori hamburguès, on encara hi havia poques esglésies, i hi fundà un monestir i una escola on es formarien els missioners per a Dinamarca, amb pocs resultats reals.
En morir Lluís el Pietós en 840, l'imperi es dividí i Òscar va perdre l'abadia de Turholt. El 845 els danesos van atacar sobtadament Hamburg, destruint les esglésies i els llibres litúrgics i fent que la restauració de la diòcesi fos inviable. El rei Lluís el Germànic li atorgà llavors la diòcesi vacant de Bremen, on residí des del 848, i fent-la seu de l'arquebisbat d'Hamburg. La unió de les dues diòcesis, malgrat les protestes del bisbe de Colònia, de qui depenia fins llavors Bremen, va ser aprovada pel papa Nicolau I en 864.

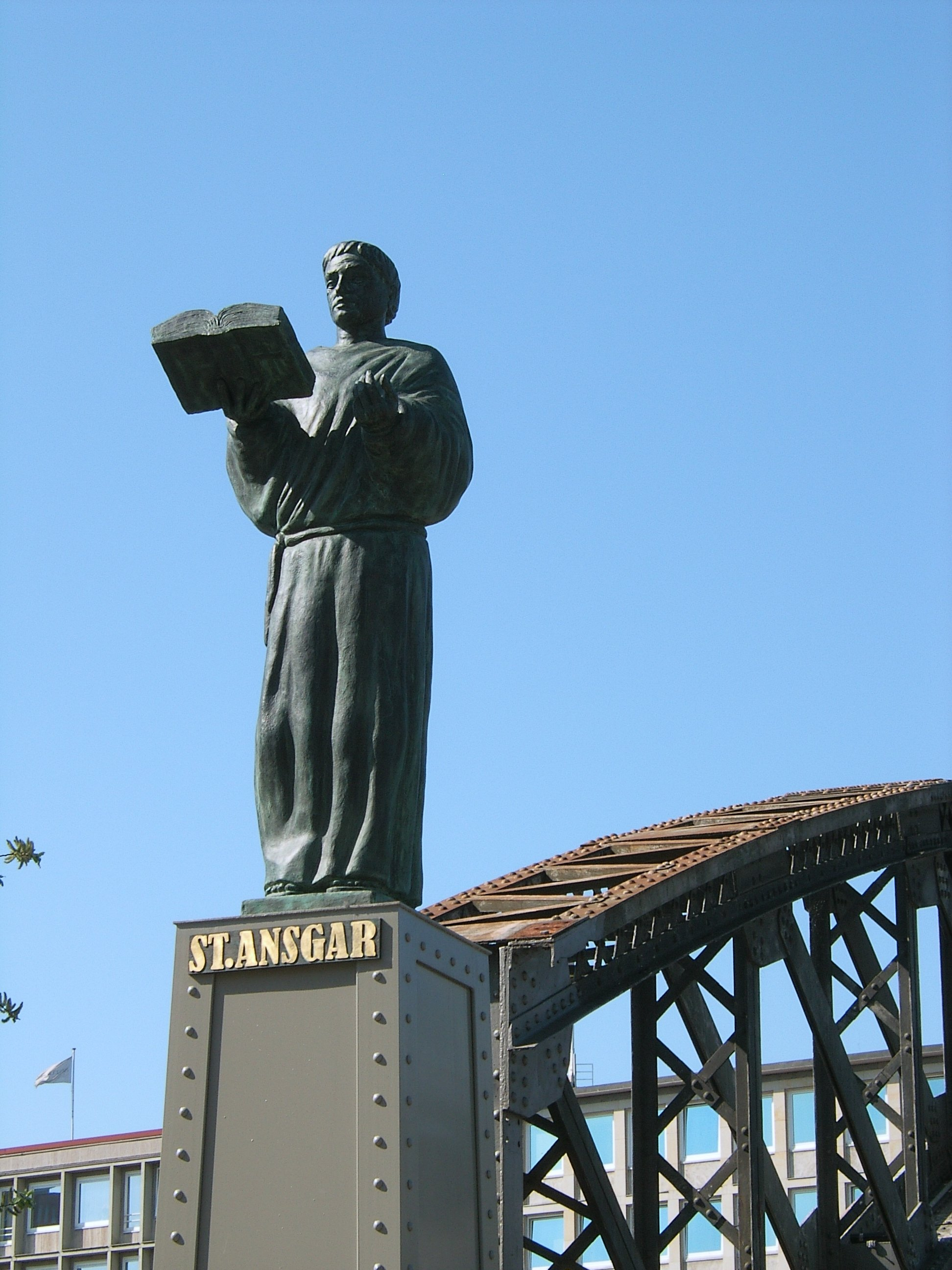
El sant al Brooksbrücke d'Hamburg-Altstadt
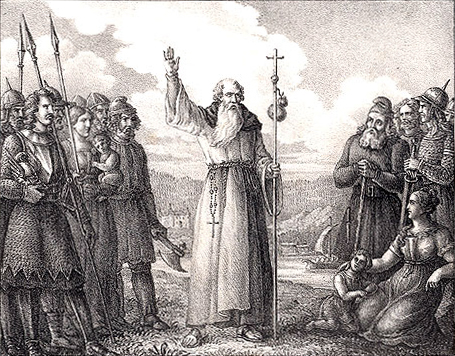
Predicació als suecs per Hugo Hamilton, s. xix
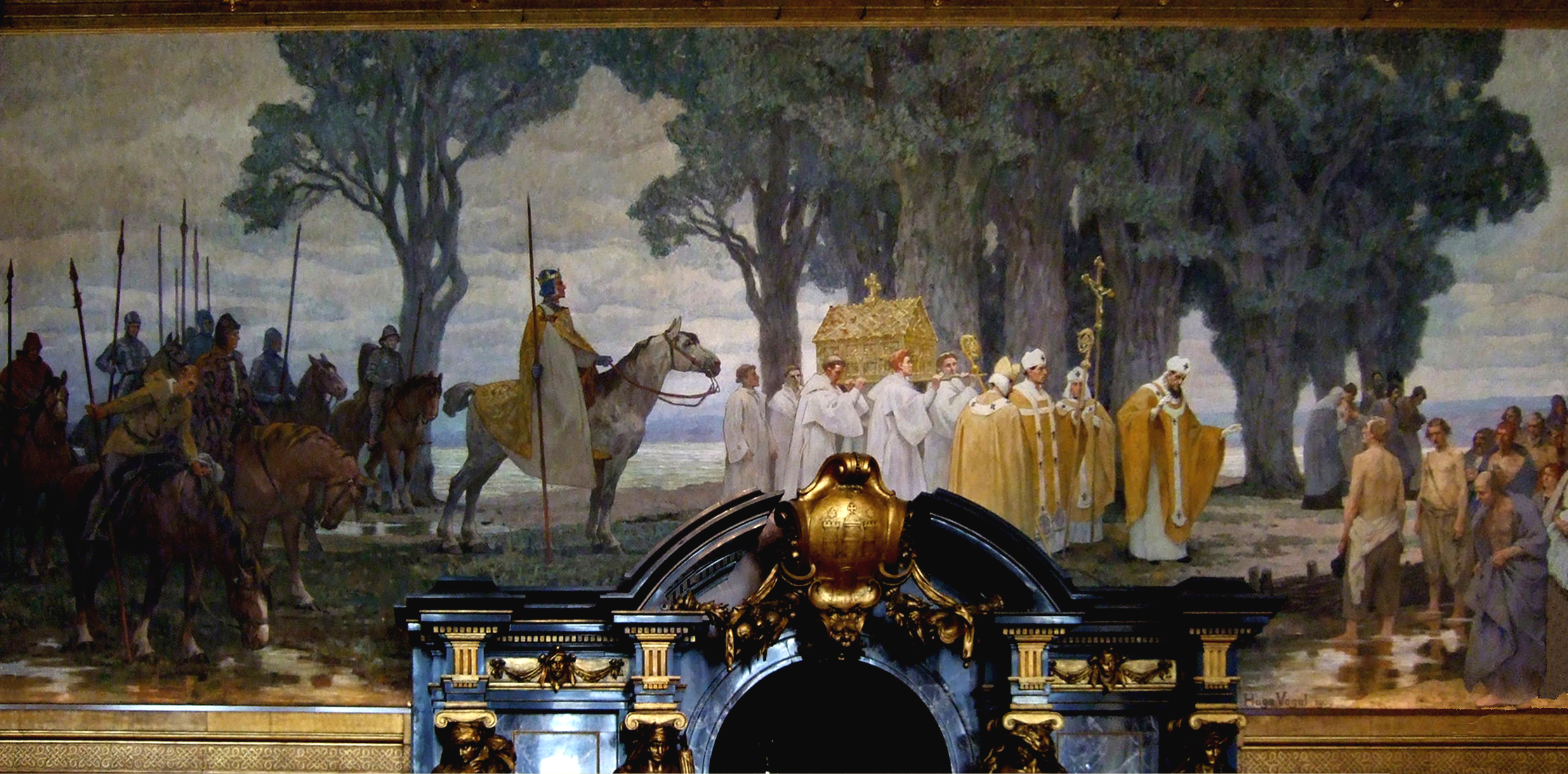
Anscari converteix els hamburgesos, fresc de Hugo Vogel (Hamburg, Ratshaus)

Òscar continuà la missió a les terres del nord; la guerra civil entre els danesos va fer que s'establissin de nou relacions entre el bisbe i els reis Horik el Vell i el seu fill Horik II, que li donaran suport i reconegueren el cristianisme com una religió tolerada al seu regne, permetent la construcció de l'església de Sleswick. A Suècia va anar-hi personalment entre el 848 i el 850, i va tornar-hi el 854, trobant bona disposició a acceptar el cristianisme. Alguns suecs convertits van atribuir a la nova fe el fet d'haver derrotat els de Curlàndia, la qual cosa va contribuir a fer que el territori s'anés cristianitzant.
Òscar passà els últims anys de la seva vida a Bremen, on morí el 865.

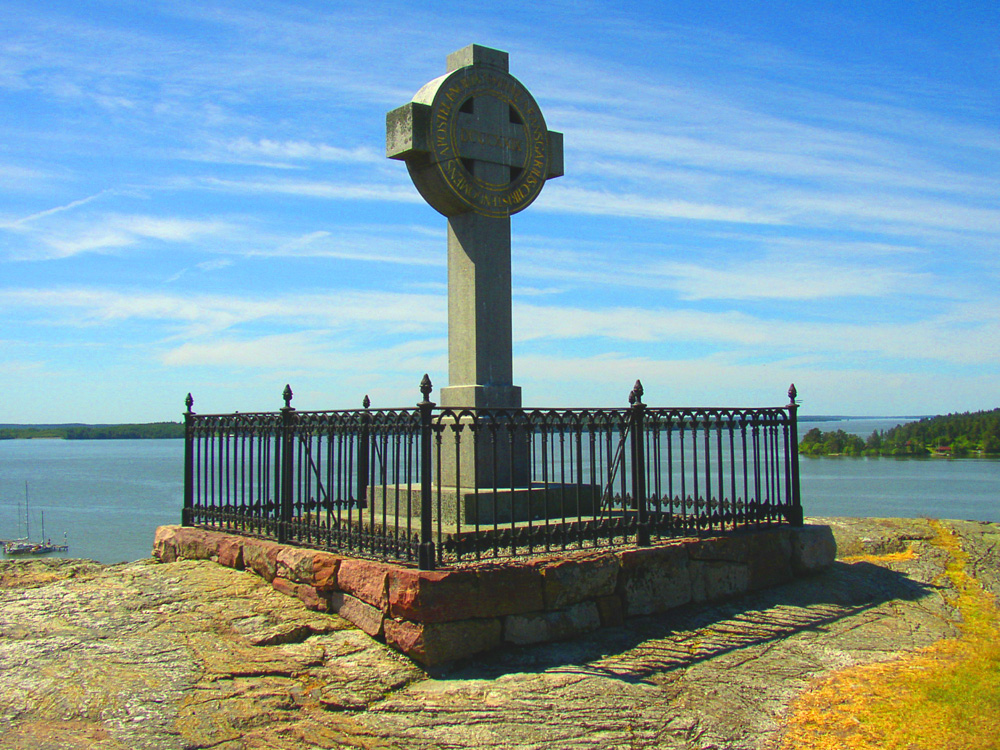
Creu d'Ansgari a Björkö (Suècia), on va predicar
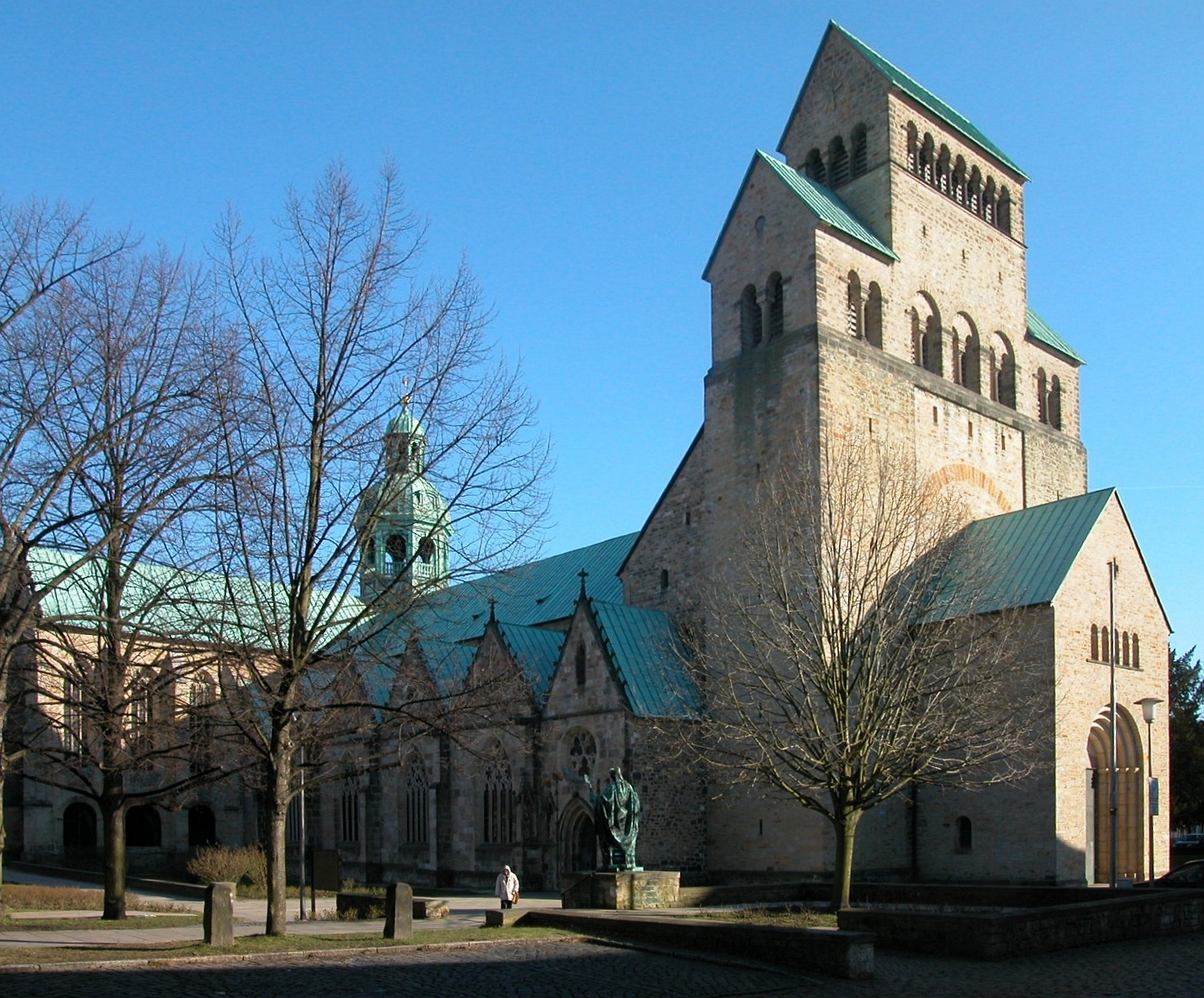
Catedral de Hildesheim
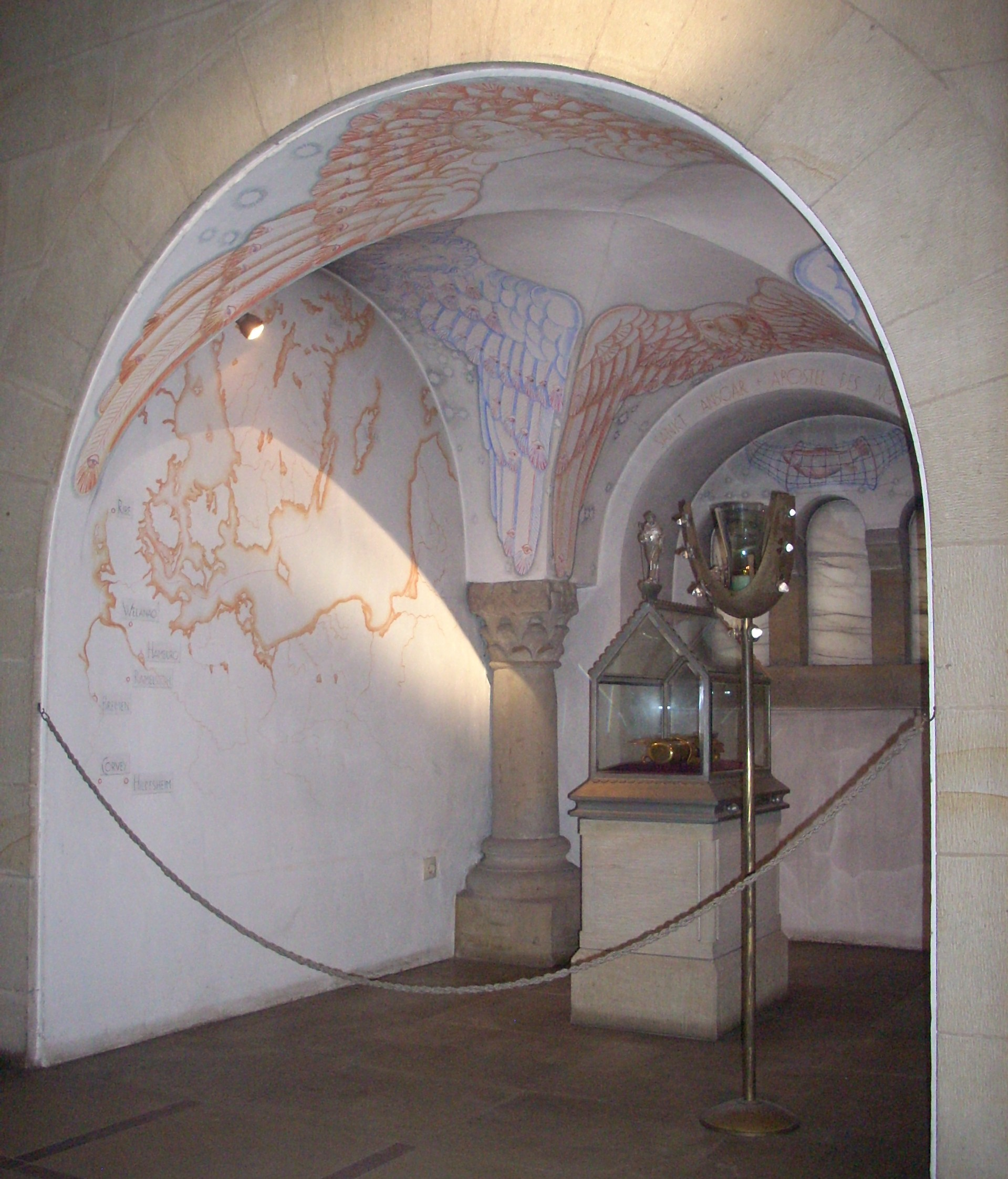
Capella d'Ansgar a Hildesheim, amb el seu reliquiari
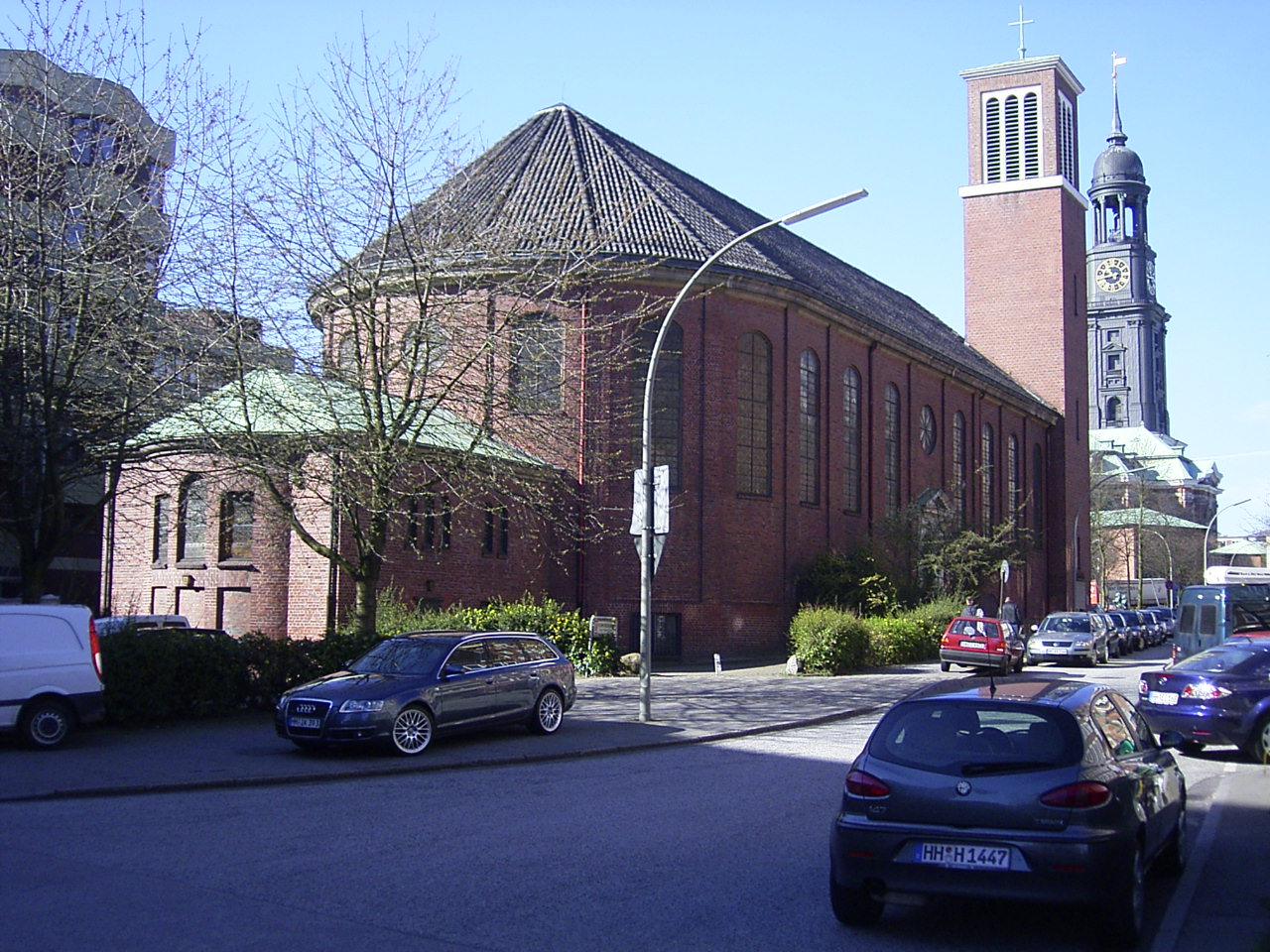
Església de Sankt-Ansgar a Hamburg, on hi ha altres relíquies del sant